# Kata-guruma

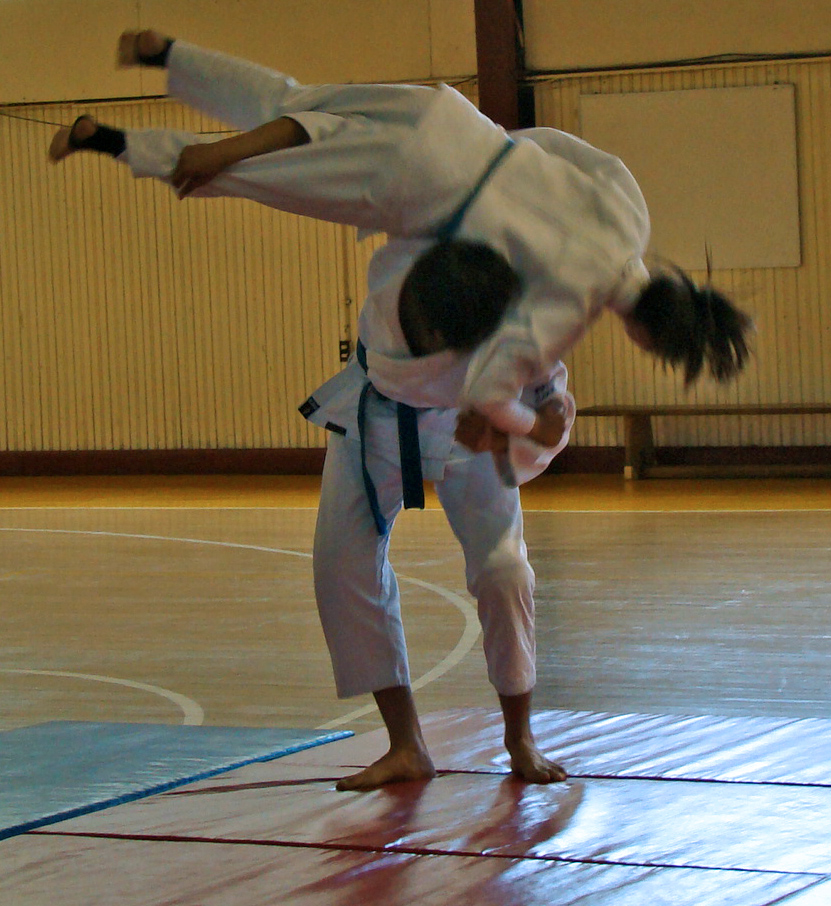
Kata-guruma

Kata-guruma (肩車, v překladu: otočka přes rameno) je judistická technika spadající do kategorie technik paží (te-waza). Technika je známa pro své nenapodobitelné provedení a byla svého času velmi populární mezi judisty. Především pro své minimální nároky na uči-komi. Zvládl ji prakticky každý fyzicky dobře připravený zápasník.

## Legenda
Zakladatel Kodokanu Judo mistr Džigoró Kanó byl znám svojí křehkou konstitucí těla. Vážil něco kolem 50 kg (polomuší váha). V jeho třídě byl šikovný žák jménem Kenkiči Fukušima (věkem dospělý muž), který vážil přes 80 kg (střední váha). Kano si s ním při randori nevěděl rady a moc si přál ho porazit. Studiem jiných bojových stylů od suma po box vytvořil novou techniku, kterou při zápase Fukušimu zaskočil a vyhrál nad ním. Tato technika dnes nese název kata-guruma. 

## Užití techniky
Od roku 2010 je užití kata-gurumy v rozporu s pravidly, protože technika začíná přímým útokem na nohy soupeře. Stále ale existuje možnost jak techniku s novými pravidly aplikovat. Například při kontrachvatu nebo při kombinaci. Ve finálovém zápase na Kano Cupu v roce 2012 předvedl Naohisa Takato provedení kata-gurumy v kombinaci s technikou seoi-nage.